# Szodfried Nándor
Szodfried Nándor, (Győr, 1819. október 7. – Győr, 1881. január 10.) az 1848–49-es forradalom és szabadságharc honvédezredese.

## Életpályája
Iskolai tanulmányait Győrben végezte. 1835-ben belépett a 29-ik gyalogezredbe, 1842-ben Olaszországba küldték, ahol 1848-ban főhadnagyi rangot kapott. Ugyanebben az évben július 1-jétől százados lett a 2. honvédzászlóaljnál, október 15-én őrnaggyá nevezték ki, 1849. január 10-én pedig alezredes Görgey seregében. Több csatában vett részt Görgeyvel, Guyonnal, Vetterrel és Perczellel, például a branyiszkói ütközetben és a turai ütközetben, amely után ezredessé nevezték ki.
A szabadságharc leverése után elfogták és várfogságra ítélték. Miután 1852-ben kiszabadult, egy ideig mérnökként dolgozott Magyarországon, 1858-62 között Ausztriában, Svájcban és Olaszországban élt. 1866-ban Görögországban, majd Kréta szigetén próbált szerencsét. 1867-ben részt vett a candiai ütközetben, 1869-ben hazatérve vasúti mérnök, 1876-ban a Rába-szabályozási társulat osztálymérnöke volt.